# Nemi
Nemi is een gemeente in de Italiaanse provincie Rome (regio Lazio) aan het Meer van Nemi en telt 1923 inwoners (31-12-2004). De oppervlakte bedraagt 7,4 km², de bevolkingsdichtheid is 246 inwoners per km². In de Oudheid was hier geen stad, maar waren er wel tempels voor de cultus van Diana Nemorensis, bekend door het boek The Golden Bough van James George Frazer. In 1944 gingen hier de twee Romeinse schepen van keizer Caligula in vlammen op, die gevonden waren in het meer.

## Demografie
Nemi telt ongeveer 732 huishoudens. Het aantal inwoners steeg in de periode 1991-2001 met 8,4% volgens cijfers uit de tienjaarlijkse volkstellingen van ISTAT.
| Jaar | Inwoneraantal |
| ---- | ------------- |
| 1991 | 1586          |
| 2001 | 1719          |

## Foto's

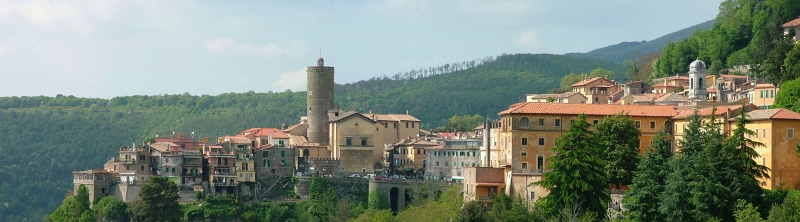
Panorama
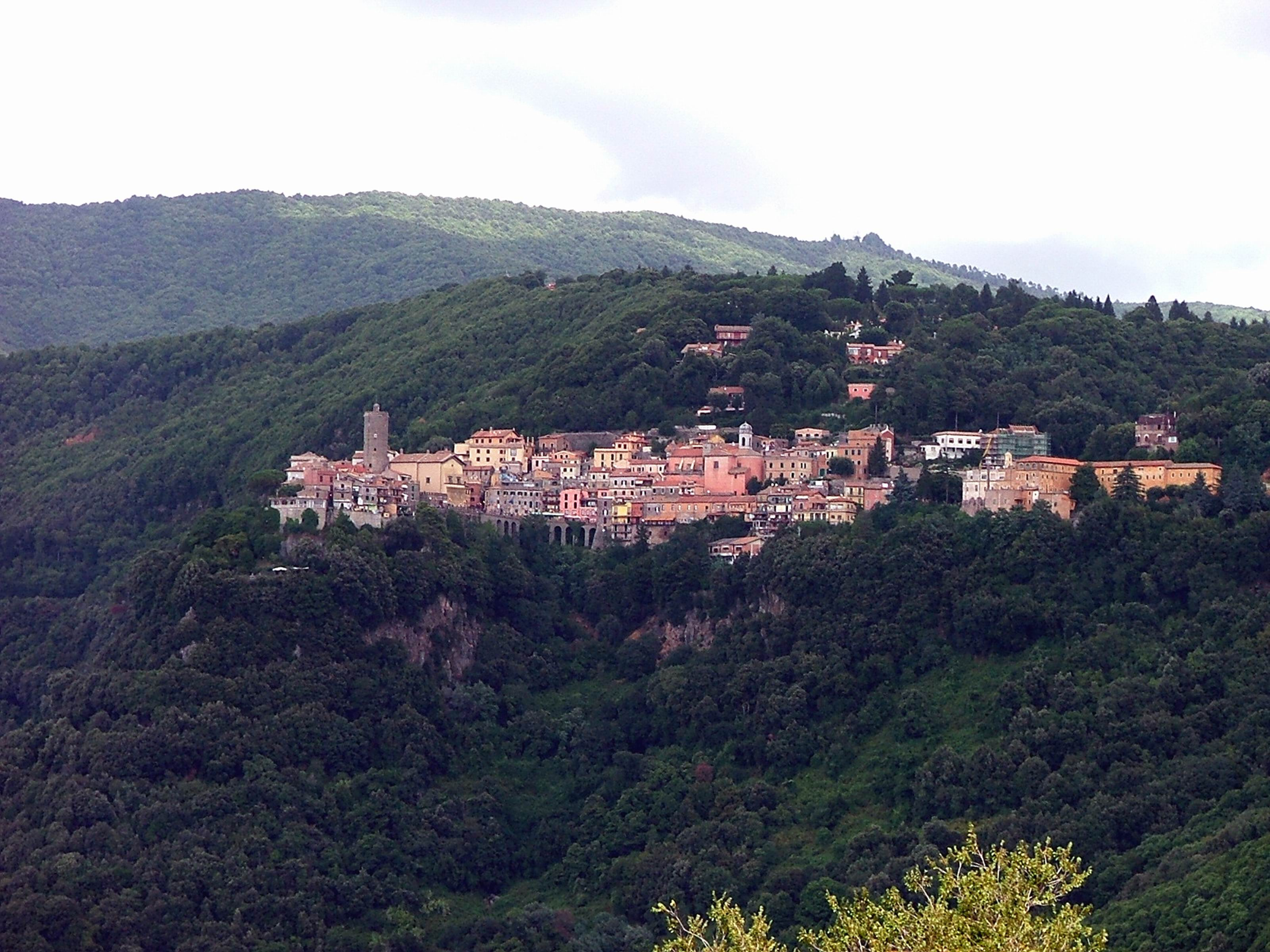
Nemi
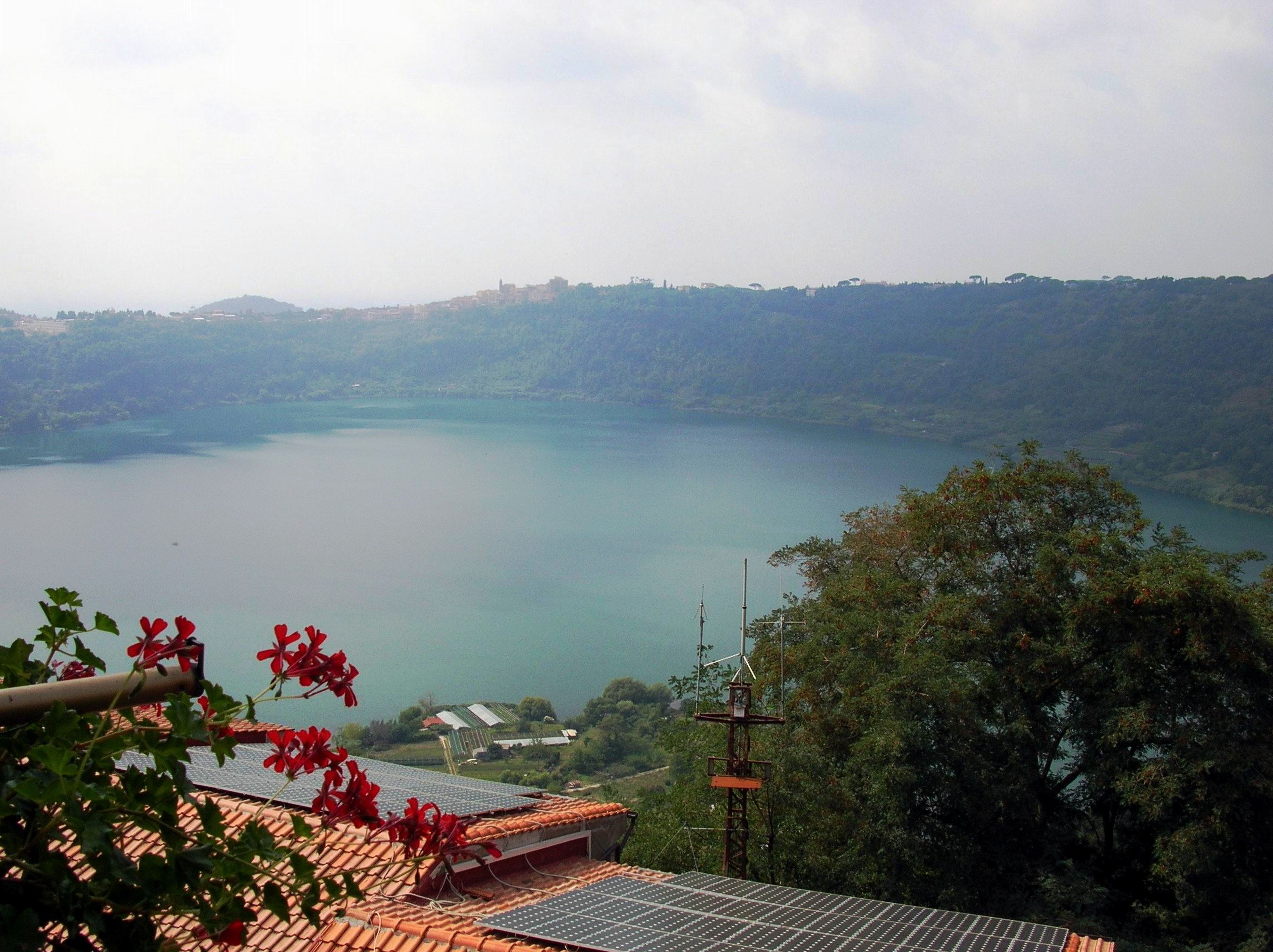
Meer van Nemi
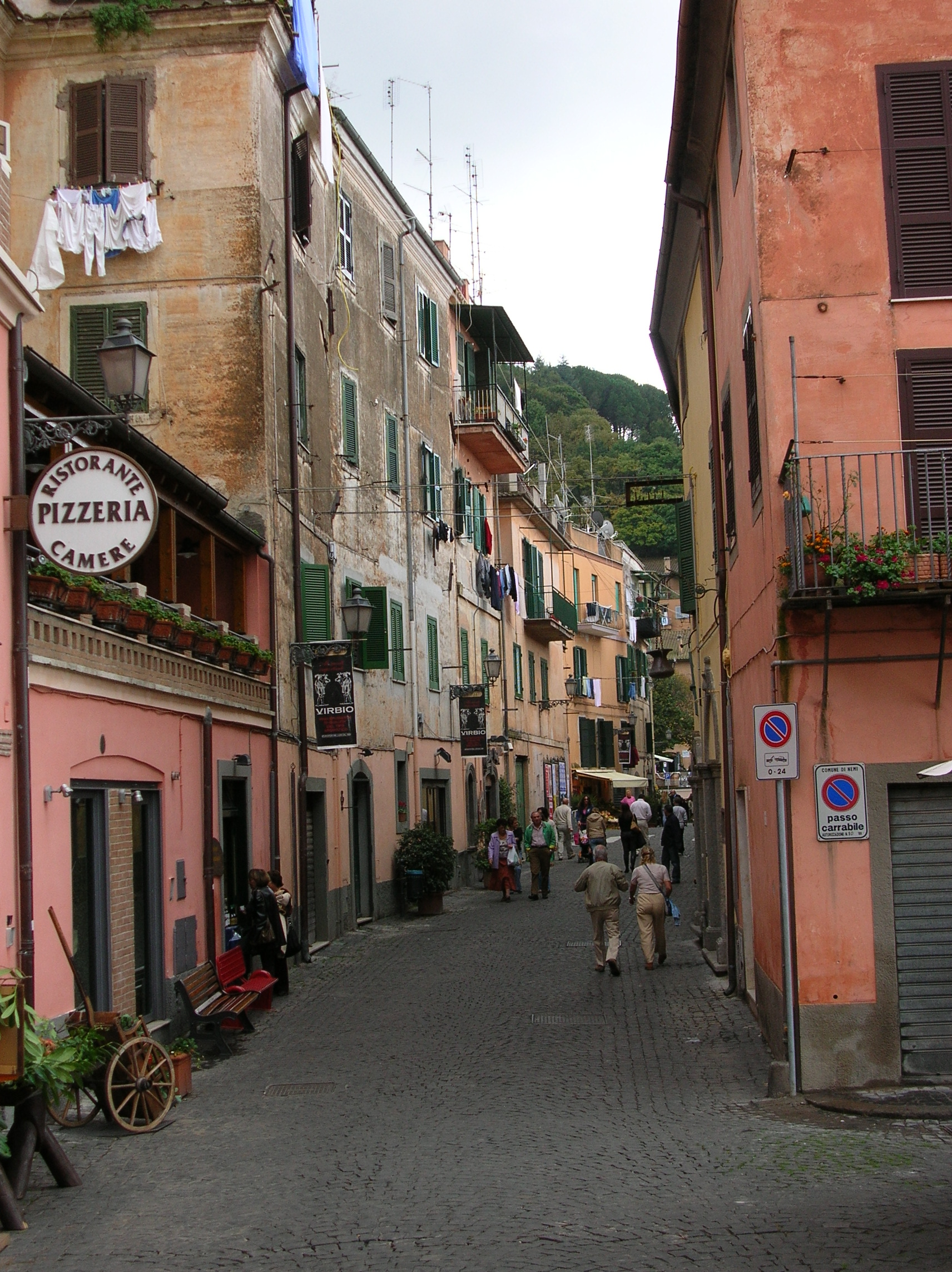
Hoofdstraat Corso Vittorio Emmanuele II
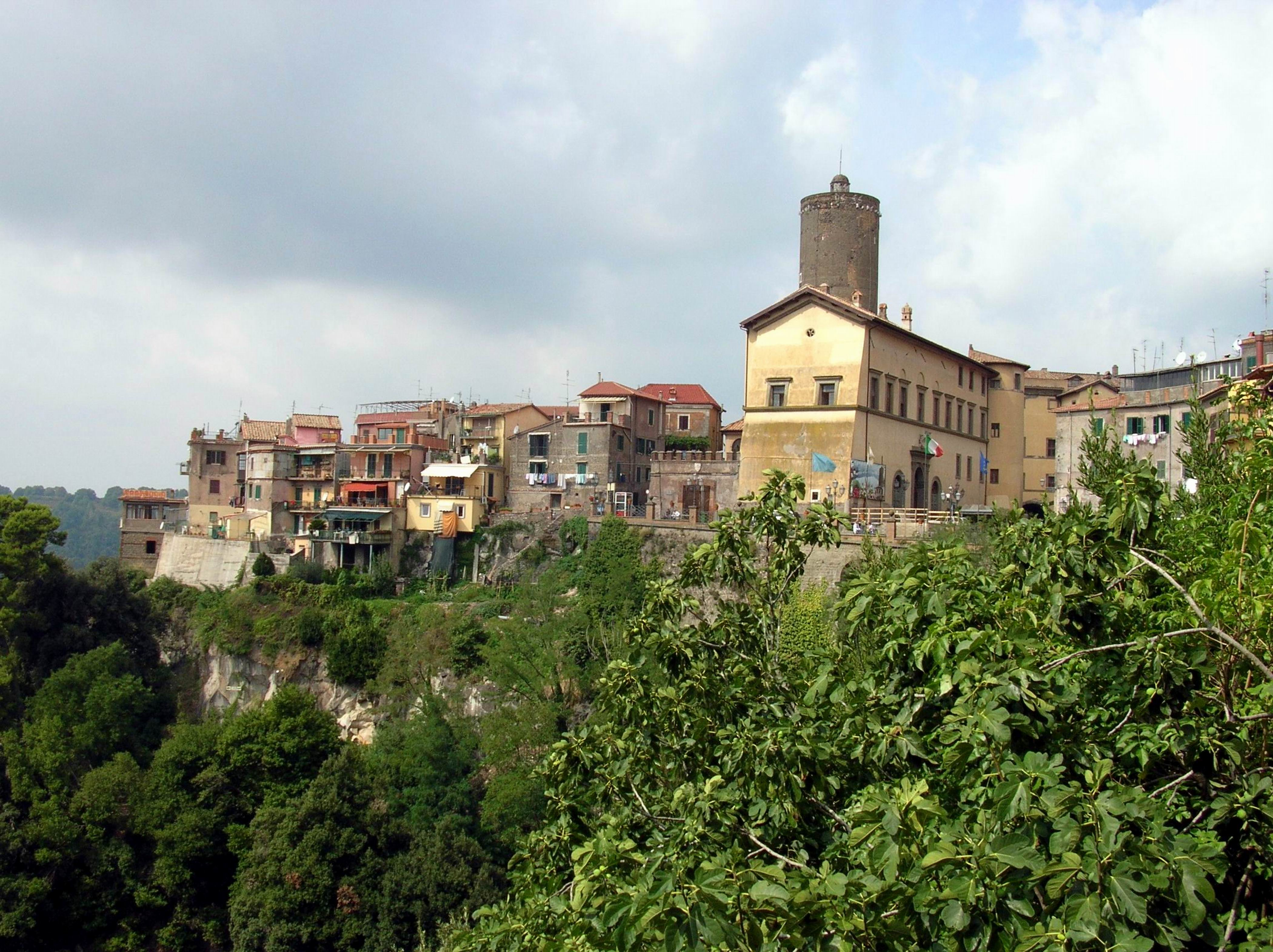
Centrum met Palazzo Ruspoli

## Geografie
De gemeente ligt op ongeveer 521 m boven zeeniveau.
Nemi grenst aan de volgende gemeenten: Ariccia, Genzano di Roma, Rocca di Papa, Velletri.